# Чигник-Фишерис (аэропорт)
Аэропорт Чигник-Фишерис (англ. Chignik Fisheries Airport), (ИАТА: KCG, FAA LID: KCG) — бывший гражданский аэропорт, находившийся в населённом пункте Чигник (Аляска), США.

## Операционная деятельность
Аэропорт Чигник-Фишерис расположен на высоте 8 метров над уровнем моря и эксплуатирует одну взлётно-посадочную полосу:
- 4/22 размерами 497 х 9 метров с гравийным покрытием.

Аэропорт обрабатывает в среднем по 33 операции взлётов и посадок самолётов ежемесячно, из них 62 % составляет рейсы аэротакси и 37 % — рейсы авиации общего назначения.